# EADS CASA Espacio
ADS CASA Espacio é uma empresa de referência no setor aeroespacial espanhol e europeu.

## História
Inicialmente, a EADS CASA Espacio era a divisão espacial da CASA. Com a reorganização da EADS em 2003, a EADS CASA Espacio tornou-se uma filial 100% da EADS Astrium. A empresa emprega 400 pessoas em sua sede em Madrid, Espanha, desde janeiro de 2010.

## Serviços
Entre as diversas atividades realizadas, destaque sua experiência na construção de estruturas de lançadores, o desenvolvimento de sistemas de controle térmico para aplicações espaciais e da concepção e fabricação de antenas refletoras para satélites de telecomunicações. Em 2010, a EADS CASA Espacio tem tido um papel de destaque como primeiro empreiteiro para o desenvolvimento dos satélites Paz e Ingenio no âmbito do Plano Nacional de Observação da Terra.